# Mantispa crenata
Mantispa crenata is een insect uit de familie van de Mantispidae, die tot de orde netvleugeligen (Neuroptera) behoort. 
Mantispa crenata is voor het eerst wetenschappelijk beschreven door Navás in 1914.